# Sedan Delivery
Sedan Delivery ist ein von Neil Young geschriebener Song, der 1979 auf seinem Album Rust Never Sleeps veröffentlicht wurde. Es taucht auch auf Live Rust (1979) auf. 

## Hintergrund
Wie andere Songs auf Rust Never Sleeps, darunter Pocahontas und Powderfinger, wurde Sedan Delivery 1977 ursprünglich für das unveröffentlichte Album Chrome Dreams aufgenommen. Sedan Delivery wurde wie Powderfinger Lynyrd Skynyrd angeboten, die aber schließlich keines der Lieder verwendeten.

## Musik und Text
Die Version von Sedan Delivery auf Rust Never Sleeps ist schneller als die für Chrome Dreams aufgenommene Version – wie viele Punkrock-Songs der damaligen Zeit. In der Bridge wird das Tempo halbiert. Allmusic-Kritiker Matthew Greenwald beschreibt diese langsamen Brückenpassagen als „fast psychedelisch“.
Ein Sedan Delivery ist ein Kombi.
Die Texte schildern surreale Szenen: eine Frau mit Krampfadern bei einem Poolbillard-Spiel, ein Zahnarztbesuch, einen Film über Caesar und Cleopatra und die Lieferung von Chemikalien an einen verrückten Wissenschaftler. Greenwald interpretiert die Texte als Bewusstseinsstrom der modernen Welt und Verwirrungszustand eines jungen Menschen.

## Rezeption
Im Jahr 2014 setzte  Rolling Stone Sedan Delivery auf Nummer 30 der Neil Young-Lieder aller Zeiten.

## Coverversionen
- 1986: The Feelies auf ihrer EP No One Knows
- 2010: Julian Lynch: A Fundamental Experiment. (verschiedene Musiker)[5]